# Shekinna Stricklen
Shekinna Stricklen est une joueuse américaine de basket-ball, née le 30 juillet 1990 à Conway (Arkansas).

## Biographie
Après la Morrilton High School, elle rejoint la prestigieuse université du Tennessee, où elle est nommée Freshman of the Year par l'USBWA.
En senior, elle marque en moyenne 15,4 points et prend 6,4 rebonds. En 2012, elle est retenue en 2e choix de la draft par le Storm de Seattle, qui espèrent qu'elle puisse prendre la succession de Swin Cash.
Pour sa première expérience expérience à l'étranger, elle joue en Turquie à Antakya pour 24 matches à 8,0 points à 47,5 % et 4,4 rebonds en championnat national et 6 rencontres à 14,0 points à 48,2 % et 5,3 rebonds en Eurocoupe.
Après la saison 2013-2014, elle enchaîne avec une seconde saison au club de KB Stars. Pour 2015-2016, elle retrouve la ligue sud-coréenne avec Woori Bank Hansae.
Après trois saisons a Storm, elle et Camille Little sont transférées en janvier 2015 au Sun contre Renee Montgomery et deux tours de draft 2015. Fin juillet 2015, lors de la réception de Seattle, elle marque le panier de la victoire (15 points au total lors d'une victoire 67 à 66) à quelques secondes de la fin du match contre son ancienne équipe.
Après la saison WNBA 2016, elle rejoint le club turc de Fenerbahçe. Pour 2017-2018, elle joue en Corée du Sud avec Woori Bank Hansae.
Durant la saison WNBA 2018, elle inscrit 24 points face aux Wings de Dallas avec 8 tirs réussis sur 11 à trois points. Elle égale Diana Taurasi (par trois fois) et Riquna Williams, seules joueuses jusque là à avoir marqué huit paniers primés dans une recnontre.

## Clubs
- ? - 2008:  Morrilton High School
- 2008-2012:  Volunteers du Tennessee (NCAA)
- 2012-2013:  Antakya[13]
- 2013-2015 :  KB Stars
- 2015-2016:  Woori Bank Hansae
- 2016-:  Fenerbahçe

Championnat WNBA
- 2012-2014 :  Storm de Seattle
- 2015-2019 :  Sun du Connecticut
- 2020- :  Dream d'Atlanta